# Balaș Fitzi
Balaș Fitzi (Cluj-Napoca, 2 gennaio 1941 – 2001) è stato un sollevatore rumeno medagliato europeo, che ha gareggiato nelle categorie dei pesi gallo e pesi piuma.

## Carriera
Prese parte a due edizioni dei Giochi olimpici: a Roma nel 1960, nella categoria dei pesi gallo, classificandosi al dodicesimo posto a pari merito con Rocco Spinola, e a Tokyo nel 1964 (che valevano anche come campionati mondiali) nella categoria dei pesi piuma, non completando la gara. A livello internazionale il risultato maggiore fu la medaglia d'argento vinta ai campionati europei di Mosca nel 1964.